# Симфонический оркестр Юго-Западного радио Германии
Симфонический оркестр Юго-Западного Радио Германии (нем. SWR Symphonieorchester) — немецкий симфонический оркестр, радиоансамбль, созданный в 2016 году и патронируемый телерадиовещательной корпорацией Südwestrundfunk. Базируется в Штутгарте, хотя двумя другими основными концертными площадками являются также Фрайбург и Мангейм.

## История
Исторически в ведении Südwestrundfunk находились два симфонических оркестра — симфонический оркестр Штутгартского радио и Оркестр Юго-Западного радио Германии, размещённый во Фрайбурге и Баден-Бадене. В июне 2012 года совет Штутгартского радио выступил за их объединение из-за бюджетных ограничений (а также из-за специфического репертуара оркестра Юго-Западного радио, специализировавшегося на современной музыке). Объединение, запланированное на 2016 год, не состоялось, и в июле того же года оба оркестра дали свои последние концерты. После этого из 175 музыкантов, работавших в каком-то из двух распущенных оркестров, был создан новый оркестр, который 22 сентября того же года дал в Штутгарте свой первый концерт под управлением Петера Этвёша. Пост главного дирижёра был предложен Сильвену Камбрелену, ранее одно время руководившему оркестром Юго-Западного радио, однако тот отказался в знак протеста против объединения оркестров. Некоторое время новый оркестр работал без главного дирижёра, однако с 2018 года на этот пост был приглашён Теодор Курентзис.

## Главные дирижёры
- Теодор Курентзис (2018—)